# Elelea multipunctata
Elelea multipunctata är en skalbaggsart som beskrevs av Heller 1923. Elelea multipunctata ingår i släktet Elelea och familjen långhorningar. Inga underarter finns listade i Catalogue of Life.